# Natri phosphide
Natri phosphide, Na3P, là muối màu đen chứa kim loại kiềm natri và anion phosphide.  Na3P là một nguồn anion phosphide hoạt tính cao. Không nên nhầm lẫn với natri phosphat, Na3PO4.
Ngoài Na3P, 5 chất khác cũng có cấu tạo từ natri và phosphor đã được biết: NaP, Na3P7, Na3P11, NaP7, and NaP15.

## Tính chất
Như K3P, Na3P rắn có nguyên tử trung tâm 5 phối tử. Ở thể khí, phân tử Na3P và Li3P đều có dạng tháp đáy tam giác tam phương với cặp electron tự do ở nguyên tử phosphor trung tâm. Đặc tính ion của Na3P là tương tự Li3P, được biết đến là một chất siêu dẫn ion. Cấu tạo năng lượng thấp nhất như nhau ở cả hai phân tử, đối xứng C3v không phẳng. Vì cấu trúc khác lạ đó, Na3P có khả năng hoán vị chính nó. Độ chắn hoán vị cho Na3P và Li3P được tính tương ứng là 7.5 kcal/mol và 4.9 kcal/mol.

## Điều chế
Sự điều chế đầu tiên của Na3P được ghi nhận đầu tiên vào giữa thế kỉ 19. Nhà nghiên cứu người Pháp, Alexandre Baudrimont điều chế natri phosphide bằng cách cho natri nóng chảy phản ứng với phosphor pentachloride.
8 Na(l)  +  PCl5  →  5 NaCl  +  Na3P
Nhiều đường khác nhau về Na3P được mô tả. Vì tính dễ cháy và độc, Na3P (và các muối liên quan) được điều chế đúng vị trí. Phosphor trắng được khử bởi hợp kim natri-kali để tạo muối phosphide.
Sự chuyển hóa phosphor trắng thành phosphide đang được nghiên cứu kĩ. Phosphor phản ứng với natri trong nồi hấp ở nhiệt độ 150 °C trong 5 giờ tạo ra Na3P.
P4 + 12 Na  →  4 Na3P
Ngoài ra phản ứng có thể được dẫn tới áp suất thường nhưng dùng nhiệt độ chênh lệch để hình thành dạng không bay hơi NaxP (x < 3) rồi sau đó phản ứng tiếp với natri. trong một vài trường hợp, một chất chuyển electron, như naphtalen, được dùng. Trong ứng dụng này, naphtalen tạo ra các gốc tự do và khử phosphor nhanh hơn.

## Sử dụng
Natri phosphide là một nguồn anion phosphide hoạt tính cao. Chất này không tan trong tất cả các dung môi nhưng phản ứng như một huyền phù với axit và các chất electrophin khác để tạo ra các dẫn xuất có dạng PM3:
Na3P  +  3 M+5  →   M3P (M = H, Me3Si)
Dẫn xuất trimetylsilyl bay hơi (30-35 C & 0.001 mm Hg) và tan được. Nó hoạt động như một chất tương đương "P3-".
Inđi phosphide, một chất bán dẫn có mặt bằng xử lý "natri phosphide" với inđi(III) chloride. Trong quá trình này, tác nhân phosphide được tạo ra từ natri kim loại và phosphor trắng trong N,N'-đimetylformamit, DMF.
3Na + P → Na3P
Na3 + InCl3 → InP + 3NaCl
Natri phosphide được dùng trong thương mại như một chất xúc tác trong phản ứng trùng hợp giữa kẽm phosphide và nhôm phosphide cho việc sản xuất polyme. Khi Na3P bị loại khỏi chất xúc tác bậc ba phản ứng polyme hóa propilen và 4-metyl-1-penten thì không hiệu quả.

## Thận trọng
Natri phosphide cực kì nguy hiểm khi giải phóng photphin trong thủy phân, một quá trình tỏa nhiều nhiệt đến mức phát lửa. USDOT cấm vận chuyển Na3P trên máy bay dân dụng, máy bay toàn hàng hóa, và tàu hỏa do nguy cơ hỏa hoạn và chất độc nguy hại.